# Bagdadi elem

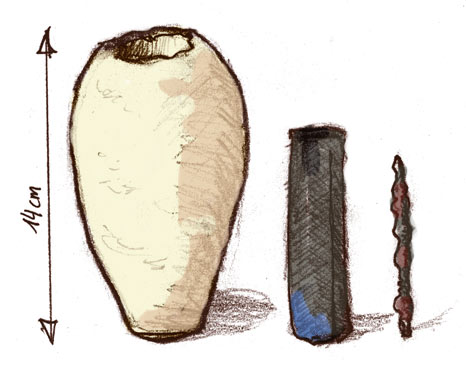
Egy bagdadi „elem” rajza.

A bagdadi elemekként azokra a mezopotámiai vázákra szoktak utalni, amelyeket kb. i. e. 250 és i. sz. 250 között készítettek. Egyes alternatív történészek szerint a bagdadi elemekkel elektromos áramot lehetett létrehozni, így nem Alessandro Volta volt az első, aki áramot tudott előállítani.
A leletekre először Wilhelm König hívta fel a figyelmet 1938-ban, aki az Iraki Nemzeti Múzeum igazgatójaként ebben az évben talált rá a vázákra a múzeumi gyűjtemények között. 1940-ben publikált egy írást, amelyben kifejtette, hogy azok galvánelemként funkcionálhattak, hogy galvanoplasztikai eljárással összeöntsék vagy arannyal vonják be a ezüst tárgyakat. Ezt az elméletet a tudóstársadalom nagy része figyelmen kívül hagyja, bár néhányuk nem tartja kizártnak, hogy lehet benne igazság.
A bagdadi leletek nagy népszerűségnek örvendenek az alternatív tudományok követői és kutatói között. Az egyik ilyen elmélet lényege, hogy mivel a mezopotámiai kultúra (ebben a korszakban: perzsák) nem volt elég fejlett az elektromosság megértéséhez, a tudást biztosan Földön kívüli látogatók adták. Erich von Däniken egy egész fejezetet szentel a témának a nagy sikerű (és nagy visszhangot kiváltó) A jövő emlékei c. könyvében, bár következtetését a régészek tévedésnek tekintik vagy (amennyiben Däniken tisztában van azzal, hogy nincs igaza, és csak saját haszonszerzése céljából hirdeti még az elméletét) sarlatánságnak.
Elizabeth Stone professzor, aki a Stony Brook University régészeti szakértője, 2012 márciusában (20 évvel az utolsó iraki régészeti expedíció után) visszatért Irakból, és azt állította, hogy egy olyan régészt sem ismer, aki szerint a bagdadi vázák elektromos elemek lennének.

## Leírás és kormeghatározás
A leletek terrakotta vázák, általában 130 mm körüli magassággal, bennük egy rézhengerrel, azon belül pedig egy fémrúddal. A fémrúd tetején található bitumenlapok választják el a réztől, amelyek kényelmesen beleférnek a korsóba. A rézhenger nem vízálló, szóval ha folyadék jut a vázába, a fémrúd is elázik. Egyesek szerint ha bort, citromlevet, szőlőlevet vagy ecetet öntünk a korsóba, azzal elektromos áramot lehet termelni.
König úgy vélte, a tárgyakat a Párthus Birodalom idejében készítették el. Bár St. John Simpson, a British Museum Ókori Közel-Kelet szakértője szerint az eredeti feltáró munkálatokat és az azokat körülvevő körülményeket nem dokumentálták elég alaposan, tehát a bizonyítás még gyenge alapokon nyugszik. Továbbá, a fazekasmunkálatok kivitelezése inkább a későbbi, Szászánida-dinasztiára (224 – 640) jellemző.
A tárgyak összetevőinek nagy része nem vethető alá korszerű kormeghatározási eljárásoknak. A kerámiákat termolumineszcens kormeghatározás alá lehetne vetni, de erre még nem került sor, és ez a vizsgálat sem biztos, hogy megbízható eredménnyel szolgálna.

### Elektromosság
A réz és a vas elektrokémiai párt képez, így bármely elektrolit jelenlétében feszültség keletkezik. Ez nem nagy hatékonyságú galvánelem, mert az elektródákon gáz fejlődik, a buborékok pedig részben szigetelik az elektródát, így noha elvileg több volt feszültség állítható elő több elem sorbakapcsolásával, a buborékok miatt az elemek belső ellenállása olyan nagy lesz, hogy erőteljesen korlátozza az elérhető áramerősséget.
König olyan ókori Irakból származó, aprólékosan megmunkált, ezüst tárgyakra lett figyelmes, amelyeket nagyon vékony réteg arany borított. Úgy gondolta, ezeket galvanoplasztikai eljárással elemként használták. A második világháború után William Gray újraprodukálta a kísérletet, szőlőlevet öntött a vázába, amely elektromos feszültséget termelt.
Igaz, még azok sem fogadják el ezeknek a kísérleteknek az eredményeit, akik szerint a tárgyakat elemként is lehet használni. Paul Craddock, a British Museum munkatársa így fogalmazott: „Az ezekből a régiókból és korokból látható példák hagyományos aranybevonatok és higanybetétek. Soha senki nem mutatott semmilyen bizonyítékot, hogy a galvanoplasztikai elméletet bizonyítsa.” A tárgyakról, amelyekről König azt hitte, hogy galvanoplasztikai eljárással hozták létre, mára már úgy hiszik, egyszerű tűzi aranyozási technikának vetették alá, mely során higanyban oldott arany-amalgámot adtak hozzá a fémfelületre, majd a higanyt magas hőmérsékleten elpárologtatták. Arne Eggebrecht néhányszor megpróbálta reprodukálni az eredményt, de csak egy mikrométernyi vastagságú réteget tudott előállítani. A próbálkozásokat nem dokumentálta, tehát állításainak valósságát nem lehet leellenőrizni. Paul T. Kayser, az Albertai Egyetem munkatársa rámutatott, hogy Eggebrecht egy hatékonyabb, modern elektrolitot használt, de mivel csak higanyt használt, a létrehozott elem nagyon gyenge lehetett. Így azt a következtetést vonta le, hogy ha a tárgy még áramfejlesztőként is tudna működni, azt galvanoplasztikai eljárásokra nem lehetett volna használni.

### Elektromossággal nem kapcsolatos elméletek
Elizabeth Stone szerint a jelenkori régészek nem hiszik, hogy a bagdadi leletek elemek lennének. Dr. Jonathan Reed és Ken Feder szerint ezek a kísérletek egy alapvető problémára világítanak rá: mégpedig arra, hogy attól, hogy a gyakorlatban lehetséges ezekkel a tárgyakkal áramot fejleszteni, még nem jelenti azt, hogy valójában arra is használták azokat. További nehézségek is adódnak, ha galvanoplasztikai eszközökként akarjuk felfogni a „bagdadi elemeket”:
- A bitumen teljesen beborítja a rézhengert, ezzel elektromosan elszigeteli azt, tehát ha feszültséget akarunk generálni, változtatnunk kell a tárgy felépítésén.
- Semmilyen drótot, vezetőt vagy egyéb elektromos műszert nem találtak a bagdadi leletek mellett.
- A bitumen kiválóan alkalmas arra, hogy a vázát hermetikusan lezárják, ami hosszú távon megőrzi a benne tárolt tárgyat. Egy galvánelem esetében ez roppant kényelmetlen lenne, amelyeknek az elektrolitjait folyton újra kéne tölteni.

A leletek nagyon hasonlítanak olyan tárgyakhoz, melyeknek a rendeltetése mára már ismert: a közeli Tigris-menti Szeleukeiában használt tekercsekhez, amelyeket szent írások megőrzésére használtak. A külső agyagvázát leszámítva ezek a tekercsek szinte azonosak a bagdadiakkal. Mivel ezek a tárolók azóta is ki voltak téve a környezeti hatásoknak, lehetséges, hogy a szétmálló papiruszok és pergamenek hagytak maguk után enyhén savas nyomokat, ami miatt a „bagdadi elemekhez” hasonlóan azok is némi feszültséget tudnak előállítani.

## A médiában
Az elképzelést, miszerint bizonyos körülmények között a terrakotta vázákkal használható mennyiségű áramot lehet fejleszteni, már legalább kétszer kipróbálták. Egy 1980-as, Arthur C. Clarke nevét jegyző sorozatban, Arthur C. Clarke's Mysterious World, Arne Eggebrecht egyiptológus egy szőlőlével megtöltött váza segítségével fél voltnyi feszültséget fejlesztett, ezzel demonstrálta a show nézőinek, hogy arany-cianid oldat használatával két óra alatt galvanizálni lehet egy kis ezüstszobrot. Eggebrecht úgy véli, a múzeumokban sok olyan lelet lapul, amelyeket rosszul címkéztek meg, és nem is aranyból készültek, hanem galvanoplasztikai eljárással hozták létre azokat.  Bár manapság az ehhez hasonló kísérleteket kétségbe vonták, mivel a dokumentációk hiányosak és a kísérletek végeredményeiket a többi kutató nem tudta reprodukálni.
A Discovery Channelen futó Állítólag… c. sorozat szereplői tíz pontosan elkészített váza-másolatokat teszteltek úgy, hogy citromlevet öntöttek beléjük. Sorbakötés mellett a vázák 4 volt feszültséget generáltak.
Ken Feder úgy kommentálta a kísérletet, hogy nincs rá régészeti bizonyíték, hogy a vázákat sorkötéssel kötötték volna össze, vagy hogy bármilyen elektromos célra használták volna azokat.

## További olvasmányok
- Von Handorf, D E., Crotty, D. E., The Baghdad battery – myth or reality?. Plating and Surface Finishing (USA). Vol. 89, no. 5, pp. 84–87. May 2002
- Brian Haughton, "The Baghdad battery", Hidden History: Lost Civilizations, Secret Knowledge, and Ancient Mysteries, pages 129-132, Career Press, 2007 ISBN 1564148971.
- [0:4:25] (4 minutes 25 seconds) in Video of Arthur C Clark's Mysterious World – Episode 3: Ancient Aliens, showing Prof. Arne Eggebrecht experiments with a Baghdad Battery. Prof. Eggebrecht shows a hand-sized vessel filled with a half a cup of grape juice produced on the spot, as an acid, and the iron rod inserted in a copper tube, producing half a volt, and used to electro-plate a small finger sized silver statue with gold when immersed in a cyanide-gold solution, a plating thick enough to deceive museum curators, to mistake the artifact as being made of solid gold.

## Külső hivatkozások
- "Battery, Baghdad, 250 BC" at the Smith College Museum of Ancient Inventions